# Chaetosciadium
- Commons
- Wikispecies

Chaetosciadium é um género botânico pertencente à família Apiaceae.
1. ↑  «Chaetosciadium — World Flora Online». www.worldfloraonline.org. Consultado em 19 de agosto de 2020